# 志村武蔵
志村 武蔵（しむら たけぞう、天保4年（1833年） - 没年不詳）は、新選組隊士（伍長、大砲差図役頭取）。
相模国出身。慶応元年（1865年）頃に新選組に入隊したとされる。
戊辰戦争時は、鳥羽・伏見の戦い、甲州勝沼の戦いに参加。山口二郎（斎藤一）らと共に会津戦争に参加し、如来堂の戦いで離散した。東京で病死したといわれる。